# Bannmeile

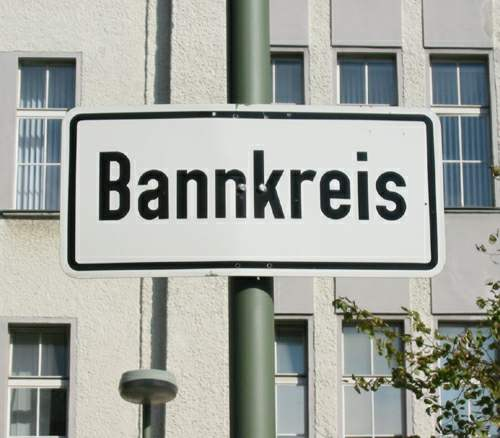
Beschilderung des Bannkreises um das Abgeordnetenhaus von Berlin

Die Bannmeile (abgeleitet von dem Rechtsbegriff Bann und vulgärlat. Bannleuca nach dem antiken Längenmaß Leuge für Meile), auch Bannkreis oder befriedeter Bezirk, ist eine Schutzzone um die Sitzungsorte der Gesetzgebungsorgane des Bundes (insbesondere Bundestag und Bundesrat) und der Länder (Landtage) sowie des Bundesverfassungsgerichts, in der öffentliche Versammlungen verboten und nur in Ausnahmefällen zugelassen sind. Damit wird bereits im Vorfeld der Schutz vor einer strafbaren Nötigung von Verfassungsorganen beabsichtigt.
Manchmal bezeichnet man die Bannmeile auch als Verbotszone. Dabei könnte es sich z. B. um Handelsverbote oder Betretungsverbote handeln.

## Deutschland

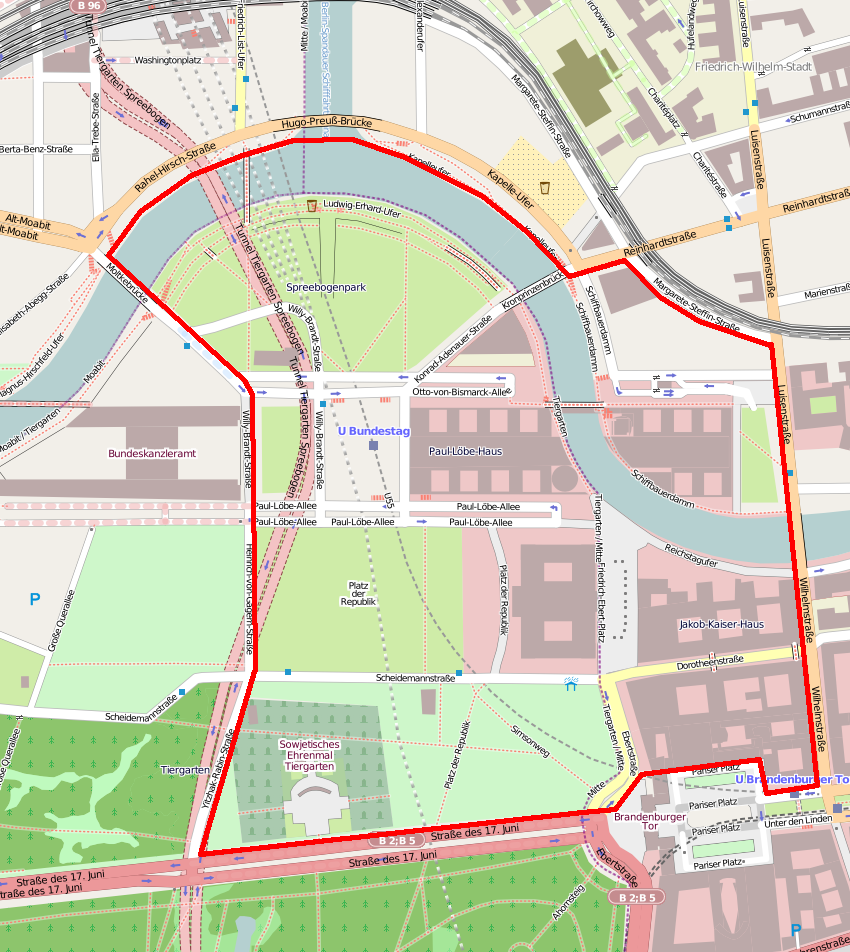
Bannmeile um den Deutschen Bundestag

Die Bannmeile bezeichnet den räumlichen Bereich der gesetzgebenden Körperschaften des Bundes (Bundestag und Bundesrat) und der Länder sowie des Bundesverfassungsgerichts, innerhalb dessen Demonstrationen verboten sind (§ 16 VersG, § 1 BefBezG). Die Bannmeile um Bundesorgane wird auch befriedeter Bezirk genannt. Die Abgrenzung dieser Bereiche erfolgt durch besondere Gesetze (für den Bund: „Gesetz über befriedete Bezirke für Verfassungsorgane des Bundes“ – BefBezG). Demonstrationen auch in der Bannmeile sind zulässig, wenn keine Störung zu erwarten ist. Dies gilt vor allem an sitzungsfreien Tagen (§ 3 BefBezG).
Der Bannkreis im heutigen Sinne geht auf das Gesetz über die Befriedung der Gebäude des Reichstags und der Landtage aus dem Jahre 1920 zurück, welches die Deutsche Nationalversammlung unter dem Eindruck des Blutbads vor dem Reichstag am 13. Januar 1920 erlassen hatte. Während sie über das Betriebsrätegesetz beriet, versuchte eine nach einem Protestaufruf der USPD und der KPD zusammengeströmte Menschenmenge angeblich wiederholt das Gebäude zu stürmen. Als Schüsse aus der Menge ertönten, eröffnete die Sicherheitspolizei das Feuer auf die Versammelten, wodurch 42 Menschen getötet und 105 verletzt wurden.
Der am 30. Januar 1933 zum Reichskanzler ernannte Adolf Hitler hob noch am selben Tag die Bannmeile auf, womit er seinen Anhängern Jubelkundgebungen im Regierungsviertel ermöglichte, darunter einen abendlichen Fackelzug durch das Brandenburger Tor.
Bei Wahlen gibt es im Umkreis von Wahllokalen eine Art Bannmeile, wo eine Agitation der Parteien verboten ist. In Deutschland ist der Umfang nicht gesetzlich bestimmt, sondern wird durch lokale Verordnungen auf einen Bereich von in der Regel 10 bis 50 Meter festgelegt.

## Österreich
In Österreich gibt es den Begriff offiziell nicht. Während der Nationalrat, der Bundesrat, die Bundesversammlung oder ein Landtag versammelt ist, darf jedoch gemäß Versammlungsgesetz im Umkreis von 300 Metern von ihrem Sitz keine Versammlung unter freiem Himmel stattfinden.
Umgangssprachlich wird der Begriff auch beispielsweise für Zonen rund um ein Wahllokal, die durch weiße Markierungen gekennzeichnet sind, verwendet. Innerhalb dieser Zone ist während der Wahlzeit politische Agitation verboten. Aber auch die Schutzzonen, die vorwiegend um Schulen verhängt werden können, um Dealer von Schülern fernzuhalten, werden umgangssprachlich so bezeichnet.

## Schweiz
In der Schweiz sind während der Session der eidgenössischen Räte auf dem Bundesplatz in Bern keine Kundgebungen erlaubt.

## Historisches
Die Bannmeile war ursprünglich ein definiertes Gebiet rund um eine Stadt, in dem zum Schutz des eigenen Handels keine fremden Händler ihre Ware feilbieten durften. An großen Markttagen wurde diese Bannmeile aufgehoben.
- Siehe zur historischen Gewerbegerechtigkeit auch: Bannrecht, Meilenrecht
- Vergleiche auch französisch Banlieue und den mittelalterlichen Rechtsbegriff Banleuca.